# Неофит (Соснин)
Архиепи́скоп Неофи́т (в миру Никола́й Петро́вич Сосни́н; 12 (23) ноября 1794, Ярославль — 5 (17) июля 1868, Верхотурский уезд, Пермская губерния) — епископ Русской православной церкви, архиепископ Пермский и Верхотурский.

## Биография
Родился в семье ключаря Ярославского собора.
С 1820 года — кандидат II класса Московской духовной академии.
В 1822 году рукоположён во священника.
В 1825 году пострижен в монашество.
С 1826 года — ректор Архангельской духовной семинарии.
С 7 (19) ноября 1827 года — архимандрит Крестного монастыря Архангельской епархии.
В 1830 году переведён ректором Владимирской духовной семинарии и в том же году 12 июня назначен архимандритом Троицкого Даниилова монастыря в Переславле-Залесском Владимирской епархии.
15 (27) ноября 1836 года хиротонисан во епископа Старицкого, викария Тверской епархии.
23 апреля (5 мая) 1838 года переведён на самостоятельную кафедру Вятскую и Слободскую.
С 29 марта (10 апреля) 1851 года — епископ Пермский и Верхотурский.
11 (23) апреля 1854 года возведен в сан архиепископа.
Каждый день слушал литургию. Любил, чтобы богослужение совершалось торжественно, продолжительно и чинно. Любил и длинные келейные молитвы. Был неутомимым тружеником и все делал своими руками.
Выстроил около двадцати церквей, заботился о благолепии храмов. По инициативе архиепископа Неофита 27 октября (8 ноября) 1866 года было открыто училище для девиц духовного звания при Предтеченской женской общине.
Скончался архиепископ Неофит недалеко от Верхотурья 5 (17) июля 1868 года. По завещанию был погребён в Верхотурском Николаевском монастыре за клиросом главного Преображенского храма.